# Dracula cordobae
Dracula cordobae es una especie de orquídea epifita.

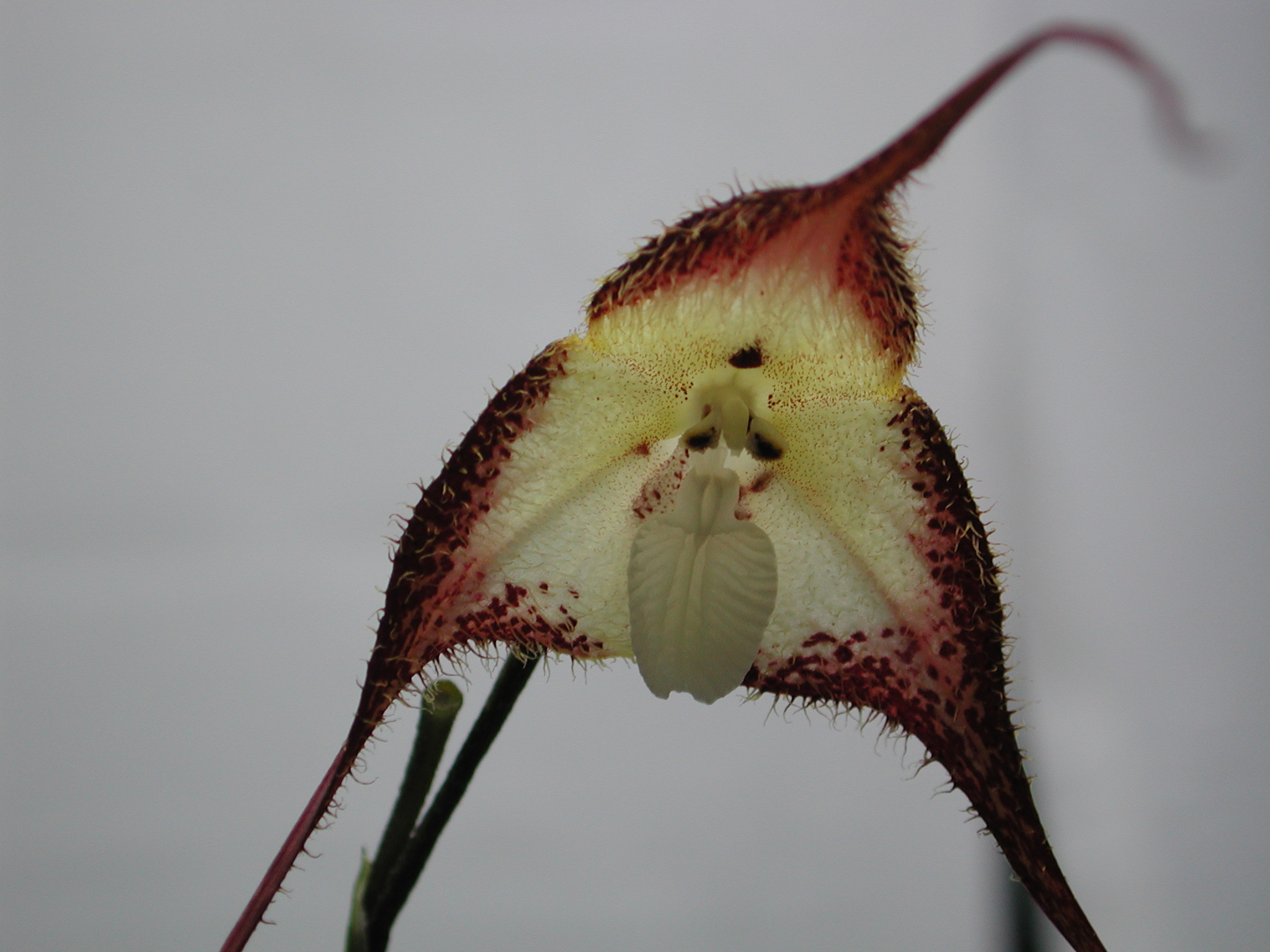
Detalle de la flor

## Descripción
Es una orquídea de tamaño medio, con hábito de epifita y con ramicaules  muy cortos envueltos basalmente por 2 a 3 vainas tubulares acuminadas y que llevan una sola hoja, apical, estrechamente obovada que es conduplicada abajo en el pecíolo. Florece en una inflorescencia lateral, desde la base del ramicaule, con sucesivamente una sola  flor que cabecea por debajo de la planta.

## Distribución y hábitat
Se encuentra en el suroeste de Ecuador en los extremadamente húmedos, bosques nublados de montaña a altitudes de 750 a 1.000 metros.   

## Taxonomía
Dracula cordobae fue descrita por Carlyle A. Luer y publicado en Selbyana 5(2): 146–147. 1979.
Etimología
Dracula: nombre genérico que deriva del latín y significa: "pequeño dragón", haciendo referencia al extraño aspecto que presenta con dos largas espuelas que salen de los sépalos.
cordobae; epíteto geográfico que alude a   Córdoba en Colombia.